# Lúcio Semprônio Atratino (cônsul em 444 a.C.)
Lúcio Semprônio Atratino (em latim: Lucius Sempronius Atratinus) foi um político da gente Semprônia nos primeiros anos da República Romana eleito cônsul em 444 a.C. com Lúcio Papírio Mugilano. Era filho de Aulo Semprônio Atratino, cônsul em 397 a.C., irmão de Aulo Semprônio Atratino, tribuno consular em 444 a.C., e pai de Aulo Semprônio Atratino, tribuno consular em 425, 420 e 416 a.C..

## Consulado
Lúcio Semprônio foi eleito com Lúcio Papírio em 444 a.C., nomeados pelo interrex Tito Quíncio Capitolino Barbato depois que os áugures decretaram irregular a eleição dos tribunos consulares, forçando-os a renunciar depois de apenas três meses.
Durante seu consulado, foi renovada a aliança com os ardeatinos, comprometida depois das disputas territoriais que se seguiram à intervenção de Públio Escápio na Assembleia das centúrias.

## Censor
Em 443 a.C., foi eleito, novamente com Lúcio Papírio, censor, uma nova função instituída para livrar o cônsul da tarefa de planejar e realizar o censo e a manutenção dos registros.